# アルメニア人大量殺戮報復部隊
アルメニア人大量殺戮報復部隊 （アルメニアじんたいりょうさつりくほうふくぶたい、アルメニア語: Հայկական Ցեղասպանութեան Արդարութեան Մարտիկներ, ՀՑԱՄ, JCAG）、別名アルメニア革命軍（アルメニアかくめいぐん）は、かつて存在したアルメニア系テロ組織。
トルコ共和国領内におけるアルメニア人国家の樹立を目指して1973年にロサンゼルスで設立された。パリに支部が存在していたほか、世界各国のアルメニア人コミュニティにネットワークを有していたとされる。1975年に活動を開始。オスマン帝国によるアルメニア人虐殺に対する報復を標榜し、世界各地でトルコ人外交官に対するテロ行為を繰り返した。